# 蓬萊隱柱蘭
蓬萊隱柱蘭（学名：Cryptostylis taiwaniana）为蘭科隱柱蘭屬下的一个种。

## 扩展阅读
- 維基物種上的相關：蓬萊隱柱蘭